# Bochholtz
Bochholtz (en luxemburguès: Buckels; alemany:  Bockholtz) és una vila de la comuna de Parc Hosingen, situada al districte de Diekirch del cantó de Clervaux. Està a uns 36 km de distància de la ciutat de Luxemburg.

## Història
Abans de l'1 de gener de 2012, Bochholtz formava part de l'antiga comuna de Hosingen, que fou que va ser dissolta per crear la comunitat de Parc Hosingen.